# Vulkankrater

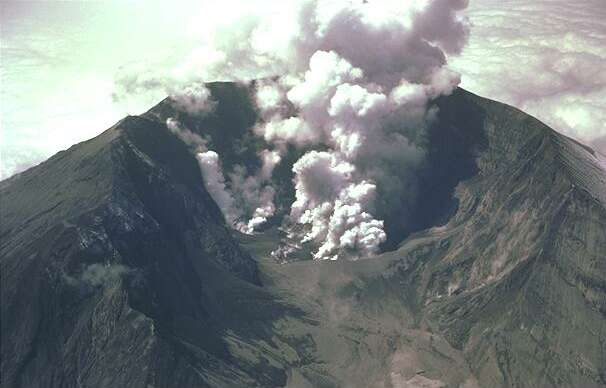
Mount St. Helens nach der Eruption im Jahr 1980

Der Vulkankrater ist die schüsselförmige, oft schachtartige Vertiefung, aus der bei einem Vulkan das Magma austritt oder ausgetreten ist. Bei einem Schichtvulkan oder einem Zentralvulkan liegt der Krater oft am Gipfel des Vulkans. Gibt es mehrere Krater, so wird der größte und gipfelnächste als Hauptkrater, die anderen Krater als Nebenkrater bezeichnet.
Bei einem Vulkanausbruch werden nicht nur glutflüssige, sondern auch feste oder gasförmige Stoffe über den Vulkankrater freigesetzt (Vulkanismus), wenn der Druck durch die Gase infolge der hohen Temperatur der zähflüssigen Magma ansteigt, weil im Vulkankrater selbst sich die Lava abkühlt und allmählich zu einem Verschließen der Vulkanschlote führt. Die Gase können nicht anders als durch eine Eruption entweichen.

## Definition und Abgrenzung
Typischerweise ist ein Vulkankrater eine trichter- bis schüsselförmige Vertiefung an der Spitze eines kegelförmigen Vulkangebäudes, meist über dem zentralen Vulkanschlot. Der Begriff ist aber nicht eindeutig definiert, insbesondere zum Maar und zur Caldera sind die Abgrenzungen fließend. Umgangssprachlich wird der Begriff Krater verwendet, um eine Vertiefung in einem Vulkan zu benennen, unabhängig von der Entstehung oder der Lage oberhalb oder unterhalb der Erdoberfläche.

## Entstehung und Kratertypen
Ein Krater ist immer eine Einsenkung, eine Hohlform in der Erdoberfläche oder in einem Berg. Diese entstehen auf verschiedene Weise.
Kleinere Krater können einfach durch den Auswurf eruptiven Magmas, das durch aufgrund des Druckabfalls beim Aufstieg zur Erdoberfläche entgast, entstehen. Die sich bildenden Gasblasen zerreißen (fragmentieren) das Magma, das aufgrund des Gasdrucks (durch Volumenzunahme beim Ausgasen) explosiv mehr oder weniger hochgeschleudert wird und rings um den Schlot herabfällt und so einen Wall aufbaut. Das zerrissene („pyroklastische“) und dann abgekühlte Material (Tephra) bildet so einen Tuffwall (manchmal Umwallungskrater genannt) und bildet einen Schlackenkegel, Aschenkegel oder Tuffkegel genannten Vulkanbau. Am konkreten Aufbau des Kraters sind allerdings Erosionsvorgänge bereits in einer früheren Phase der Eruption abgelagerter Tephraablagerungen (die durch die Eruptionssäule weggeblasen werden) und Abrutschungen der zunächst zu steilen, instabilen Innenwände beteiligt.
Neben diesen „positiven“ Kratern, die sich durch hinzukommendes Material über der Oberfläche aufbauen, sind viele, darunter fast alle größeren, „negative“ Krater, die durch Einsturz oder Explosion, also die Entfernung zuvor vorhandenen oder abgelagerten Materials entstehen.
Einsturzkrater entstehen, wenn die Oberfläche über einem in der Tiefe entstehenden Hohlraum nachgibt und einstürzt. Der Unterschied zwischen einem „Krater“ und einer „Caldera“ ist unscharf definiert und fließend. Die größten Einsturzkrater werden Caldera genannt, sie haben Durchmesser im Kilometerbereich, minimal etwa ein bis zwei Kilometer meist mehrere Kilometer. Sie entstehen typischerweise, wenn das Dach einer durch vorangehende Eruptionen entleeerten, mehr oder weniger oberflächennahen Magmakammer einstürzt. Das fehlende Material kann durch den seitlichen Ausfluss flüssiger, basaltischer Lava oder durch den explosiven Auswurf von Tephra nach oben entleert worden sein. An der Gestalt einer Caldera sind immer auch nachfolgende Erosionsprozesse beteiligt. Die Decke kann dabei mehr oder weniger zusammenhängend großflächig absacken, so dass am Grund der Caldera die alte Bodenoberfläche erhalten bleibt, nur tiefer liegend als vorher.
Kleinere Einsturzkrater werden Pitkrater genannt. Diese kreisförmigen, extrem steilwandigen Kessel von bis zu etwa einem Kilometer Durchmesser und bis 300 Meter Tiefe entstehen meist, wenn flüssiges Magma an Flanken eines großen komplexen Vulkangebäudes austritt und dadurch unter dem Berg ein Hohlraum entsteht, der einstürzt. Pitkrater sind etwa typisch für den Vulkanismus Hawaiis. Der Grund eines Pitkraters in einem aktiven Vulkan kann durch einen Lavasee ausgefüllt sein.
Explosionskrater entstehen, wenn die Hohlform des Kraters durch Explosionsvorgänge ausgeräumt wurde. Neben explosiven vulkanischen Vorgängen sind an ihrer Entstehung oft Wasserdampfexplosionen beteiligt, wenn glutflüssiges Magma in Nähe der Erdoberfläche auf Grundwasserstockwerke trifft oder wenn das aufsteigende Magma von Inselvulkanen mit Meerwasser in Kontakt tritt. Ein durch eine solche Wasserdampfexplosion ausgeräumter Krater wird ein Maar genannt. Der Auswurf eines Maarvulkans besteht also neben Tephra (meist als Tuff), der oft einen Tuffring um das Maar herum aufbaut, aus großen Mengen explosiv zerrissenen Nebengesteins. Beim historischen Vulkanismus in Mitteleuropa begannen Vulkanausbrüche in den meisten Fällen mit der Bildung eines Maars. Wenn die Aktivität anhielt, konnte sich in dessen Inneren später ein Schlackenkegel (gelegentlich auch ein Lavasee) ausbilden.

## Kraterreihe
Wenn es sich um einen Spaltenausbruch handelt, können sich über einer sich öffnenden Vulkanspalte regelrechte Reihen von Kratern aufbauen. Beispiele sind die Laki-Krater oder die Vatnaöldur-Krater in Island oder auch die Kraterreihe La Chaîne des Puys in der Auvergne in Frankreich.

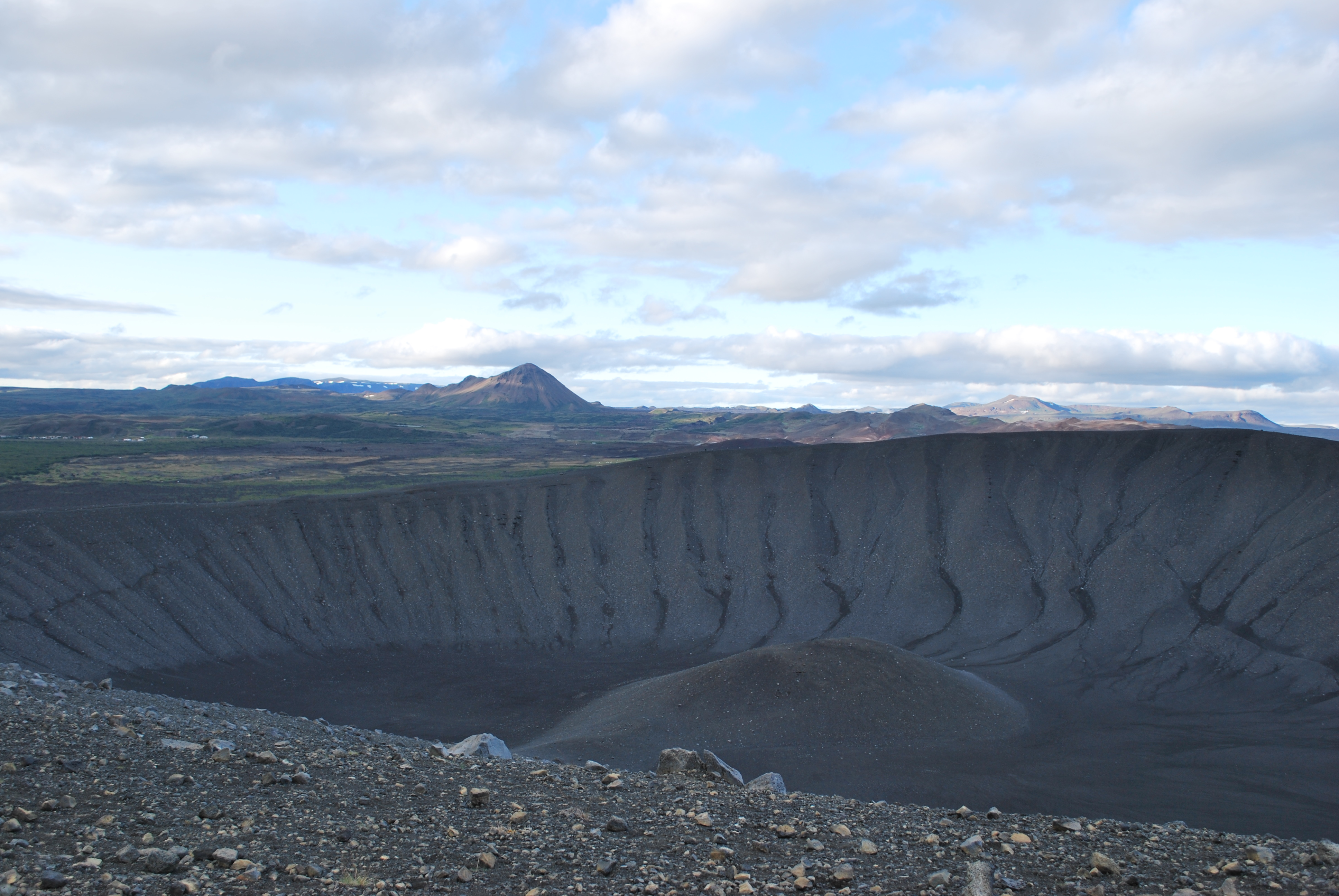
Hverfjall
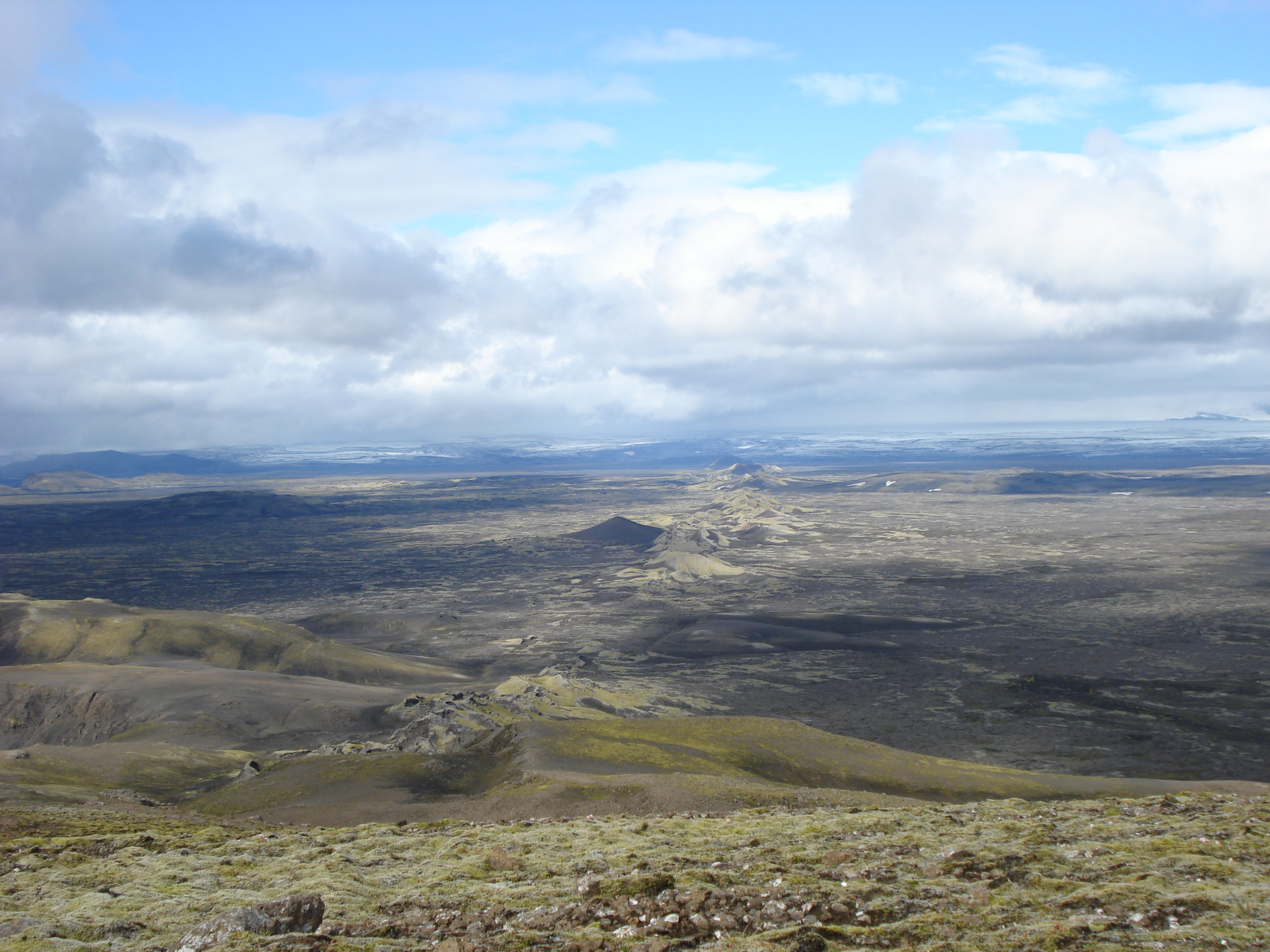
Lakikraterreihe
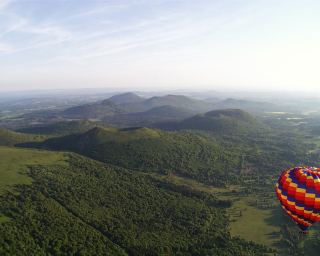
Kraterreihe La Chaîne des Puys
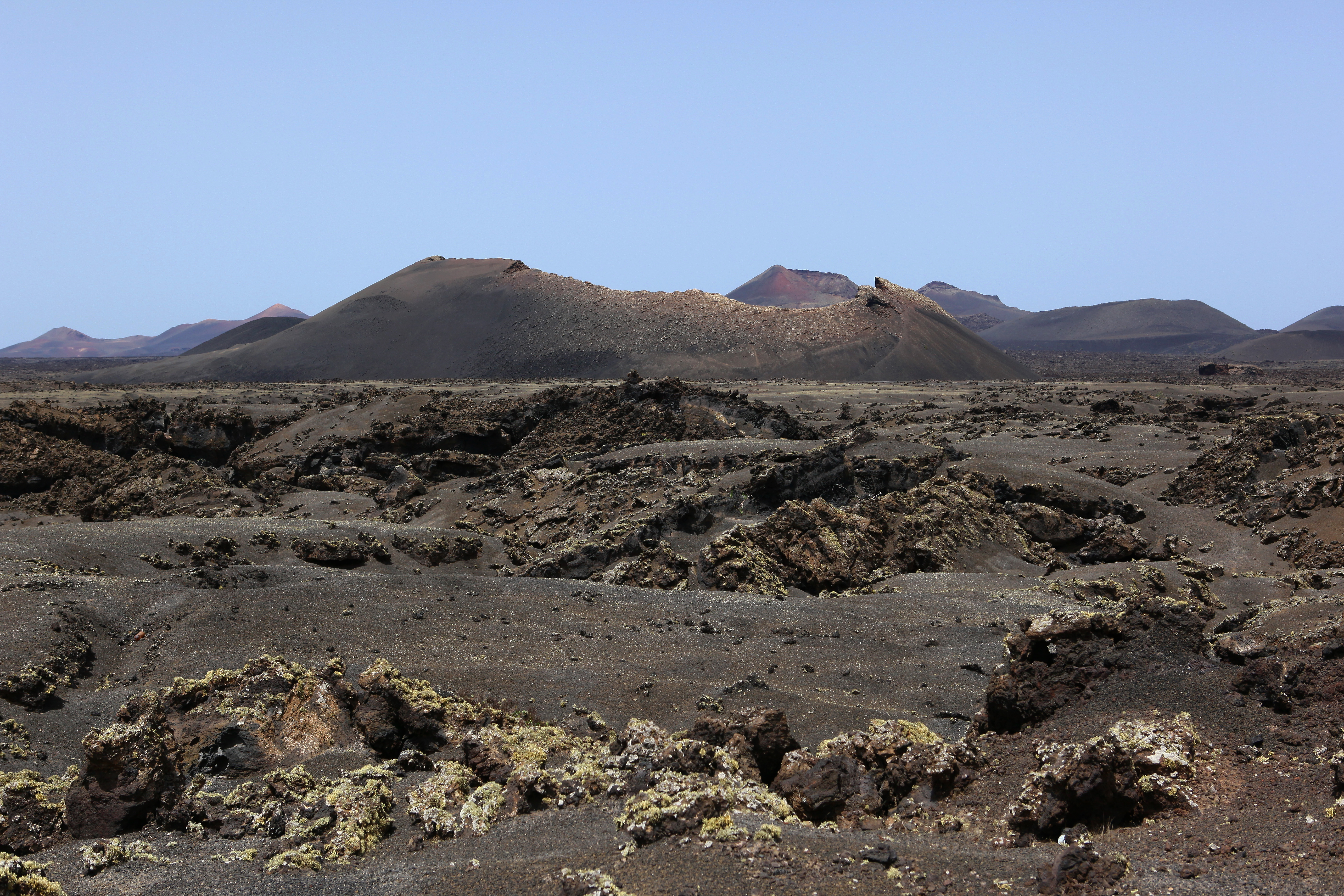
Vulkankegel Montaña de las Lapas auf Lanzarote, umflossen von erstarrter, aschebedeckter Lava